# Tomoko Ogawa
Tomoko Ogawa (小川知子 Ogawa Tomoko?) es una actriz y cantante japonesa nacida el 26 de enero de 1949 en Hiroshima. 

## Biografía
Nacida en Hiroshima, a los 3 años su familia se trasladó a Tokio. A los 11 años, mientras cursaba 5o. de primaria y tomaba clases de ballet, ingresaría a la escuela juvenil de actores de la cinematográfica Tōhō. Debutaría en la televisión en el dramatizado Mama, chotto kite de NTV. Luego de aparecer en otros programas de la cadena, llamaría la atención de un cazatalentos de Tōei cuando tenía 16 años. Su debut cinematográfico sería en la película Akuma no you na suteki na yatsu de 1965, basada en la novela homónima de Kenrō Matsuura y dirigida por Michio Konishi.
Su canción debut, Yūbe no himitsu (ゆうべの秘密 , «El secreto de anoche»?) (letra de Ichiko Tama, música de Akira Nakasu, arreglos de Ken'ichirō Morioka), fue lanzada el 1 de febrero de 1968 en Japón bajo el sello Toshiba Records, vendió 529 000 copias y alcanzaría el primer lugar de la Oricon Single Chart el 25 de marzo, por lo que Ogawa fue invitada al Kōhaku Uta Gassen de la NHK, en el que aparecería de manera consecutiva en sus ediciones de 1968, 1969 y 1970. 

### Amor japonés(Yūbe no himitsu)
Yūbe no himitsu llegaría a comienzos de los años 1970 al occidente de Colombia, al parecer a través del puerto de Buenaventura, donde se hizo conocida como Amor japonés (a Ogawa se le cambió el nombre a «Akaina Akamoto», debido al desconocimiento del idioma japonés por parte de quienes promovieron la canción en la radio, en las discotecas y en las discotiendas); la canción fue usada como cortina musical de un programa vespertino de la radio vallecaucana, donde sigue siendo muy popular.